# Paranoá
| Região Administrativa de Paranoá                | |
|                                                 | |
| \| \| \| Bandeira \|                            | |
| Região Administrativa VII                       | |
| Fundação: 25 de outubro de 1957 (67 anos)       | |
| Lei de criação: 4 545 de 10 de dezembro de 1964 | |
| Mapa de Paranoá                                 | |
| Limites:                                        | São Sebastião, Jardim Botânico, Lago Sul, Plano Piloto, Lago Norte, Itapoã, Sobradinho, Planaltina, Formosa (GO), Cabeceira Grande (MG) e Cristalina (GO) |
| Distância de Brasília:                          | km |
| Administrador(a):                               | Wellington Cardoso de Santana |
| Área                                            | |
| - Total                                         | 853,33 km² |
| População                                       | |
| - Total                                         | 46 527 habitantes ' |
| Site governamental                              | www.paranoa.df.gov.br |
| Bandeira de Paranoá                             | |
| Bandeira                                        | |

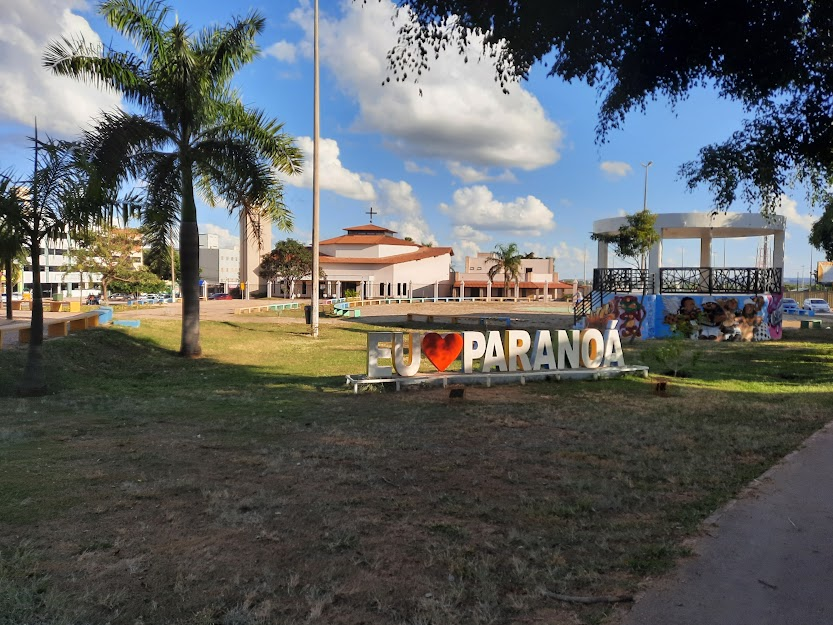
Praça Central do Paranoá

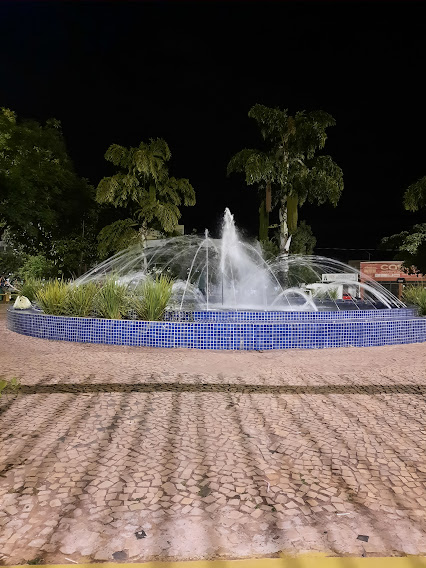
Fonte da Praça Central do Paranoá

Paranoá é uma região administrativa do Distrito Federal brasileiro.

## História

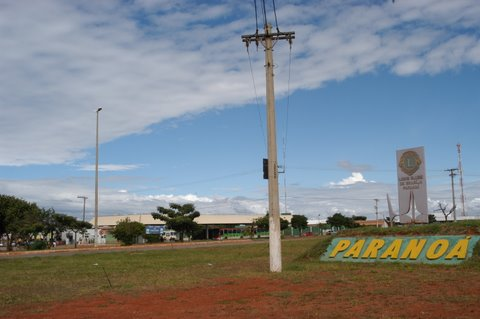
Letreiro da Entrada do Paranoá

A Vila Paranoá foi um dos acampamentos remanescentes da época da construção de Brasília, quando da implantação dos canteiros de obras para a construção da Barragem do Lago Paranoá. Após a inauguração de Brasília, em 1960, os habitantes permaneceram no local, devido à necessidade de conclusão das obras da usina hidrelétrica. Ao longo dos anos, foram agregando-se à estrutura do antigo acampamento vilas de moradias. Foi fixada como consequência da longa trajetória de resistência e luta dos moradores. No entanto, a fixação não ocorreu na área original. Paranoá foi fundada em 25 de outubro de 1957, recebendo a condição de região administrativa, conforme a Lei 4 545, de 10 de dezembro de 1964.
As missas eram realizadas em um barracão e, após mobilização da comunidade, foi construída a Igreja São Geraldo. Na antiga área, restaram alguns edifícios públicos e comunitários, entre eles, a Igreja São Geraldo, erguida durante o período da construção da barragem.
No final da década de 1970, a construção inicial sofreu acréscimo de duas outras construções precárias, que serviram para abrigar as funções paroquiais. Essa intervenção alterou a forma original e não compõe o volume do bem tombado.
Após a fixação da Vila Paranoá, a área do antigo acampamento tornou-se um parque ecológico, aprovado pelo então Conselho de Arquitetura, Urbanismo e Meio Ambiente (Cauma) em 3 de junho de 1992 e instituído pelo Governo do Distrito Federal por meio do Decreto 15 899/94. O objetivo dessa área do parque é preservar a vegetação da antiga Vila, árvores frutíferas plantadas pelas famílias e as edificações remanescentes como memória do antigo espaço. O Parque Vivencial de Paranoá é um marco histórico para a memória daquele núcleo pioneiro. Sua preservação e valorização, como testemunho da construção de Brasília, partiu de reivindicação da própria comunidade que residia no local.

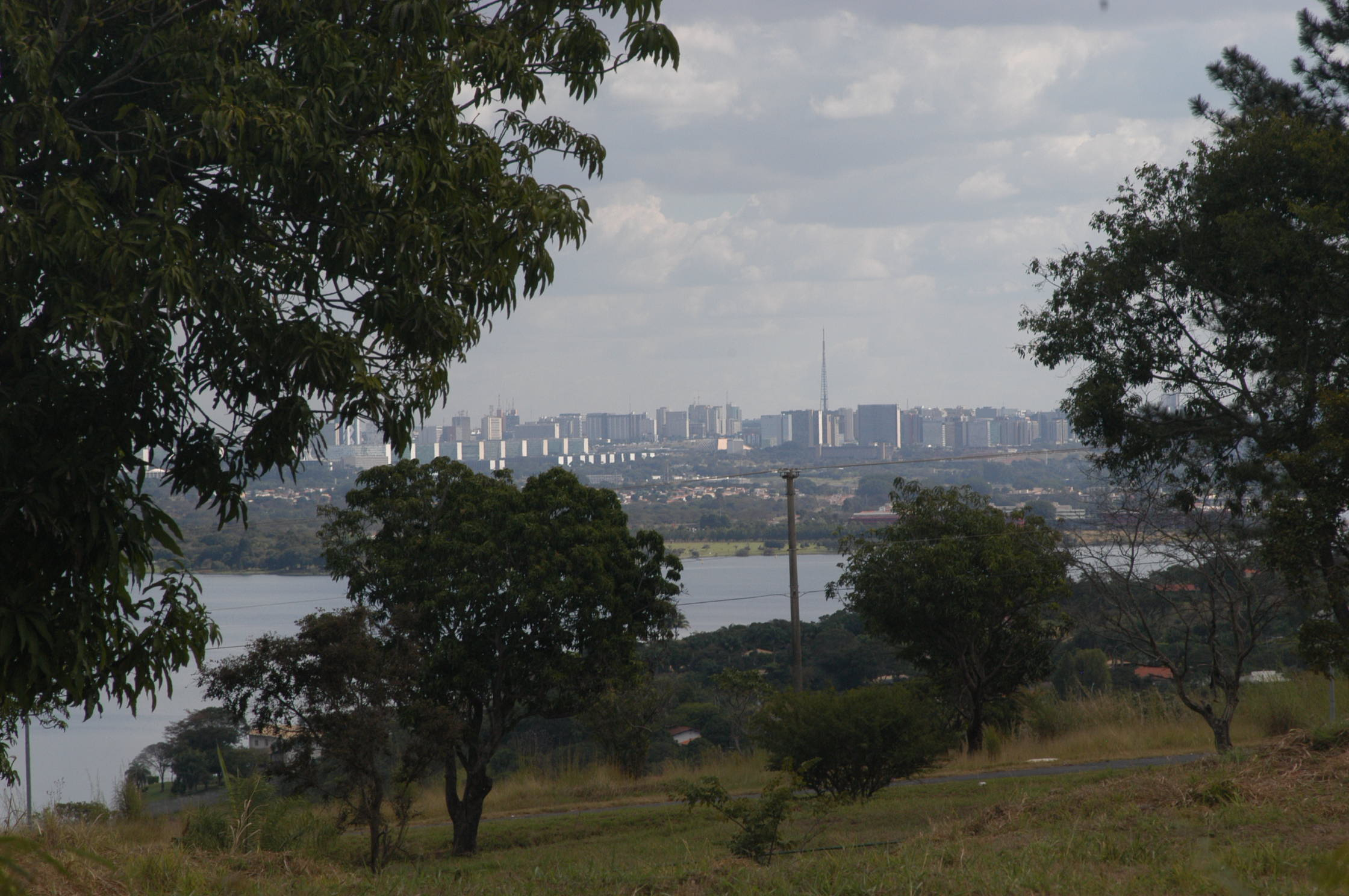
Vista do Plano Piloto e Lago Paranoá a partir do Parque Vivencial do Paranoá

Em 1993, a Igreja São Geraldo, símbolo da fixação, foi tombada pelo Patrimônio Histórico e Artístico do Distrito Federal, pelo decreto 15 156/93. Em 2005 ela desabou, restando apenas as antigas escadas.

## Geografia

### Relevo e Hidrografia
O Distrito Federal situa-se no Planalto Central, com média altimétrica de cerca de 1 050 metros. O Distrito Federal está inserido na bacia hidrográfica do Tocantins-Araguaia e é banhado por diversos rios, entre eles o rio Maranhão, o rio São Bartolomeu, o rio Descoberto e o rio Preto. O Distrito Federal também possui o Lago Paranoá.

### Clima
O Distrito Federal está inserido em clima tropical, cuja temperatura média se encontra em 22 °C, com variações de 13 °C a 28 °C a depender da época do ano.
O período que apresenta mais chuvas compreende o fim da primavera até o fim do verão, ou seja, os meses de outubro a abril. Entre os meses de maio a setembro, o clima é seco, de baixa de umidade e apresenta temperaturas extremas.

## Demografia
Até 2018, o Paranoá era de 65 533 pessoas, de acordo com a PDAD 2018. Destas, 52,1% são do sexo feminino e tem, em média, 29,5 anos.
Quanto à cor da pele, a maioria dos moradores (53,2%) se declarou parda e, no tocante a estado civil, 59,7% da população maior de 14 anos se declarou como solteira.
À respeito da origem dos moradores de Paranoá, 38,8% declarou não ter nascido no Distrito Federal e, dentre estes que nasceram em outros os estados, o estado da Bahia predominou entre as respostas. A principal razão da movimentação entre UF's foi acompanhar parentes.
Acerca de pessoas com deficiência, 80,1% dos moradores de Paranoá relataram ter nenhuma dificuldade para enxergar; 97,8% relataram ter nenhuma dificuldade para escutar; 95,7% informaram ter nenhuma dificuldade para caminhar; e 97,8% relataram ter nenhuma deficiência mental ou intelectual.
Quanto à escolaridade dos moradores de Paranoá, 96,4% deles, com 5 anos ou mais, são alfabetizados. Das pessoas entre 4 e 24 anos de idade, 63,5% afirmou frequentar escola pública. Dentre aqueles que frequentavam a escola, até 2018, 33,3% estudavam fora da região administrativa de Paranoá. O principal meio de transporte de casa até a escola dos moradores de Paranoá era a pé, para 40,7% dos estudantes, e 45,2% deles levava até 15 minutos de trajeto.
Até 2018, 52,4% dos moradores de Paranoá com mais de 14 anos estavam ocupadas, quando perguntados sobre trabalho nos últimos 30 anos. Dentre a população de 18 a 29 anos, 36% não estudava nem trabalhava. 71% dos ocupados exerciam sua profissão no setor de Serviços e, a maioria o fazia no Plano Piloto. A ocupação exercida mais comum entre os ocupados moradores de Paranoá era de empregado (56,9%).
Para se deslocarem ao trabalho, 60,6% dos ocupados utilizavam-se de ônibus, enquanto 26% utilizava-se de automóvel e o restante fazia o trajeto a pé. O tempo de duração deste trajeto mais informado foi de 30 a 45 minutos.
A respeito das características dos domicílios de Paranoá, mais de 19 mil unidades estavam ocupadas até 2018, com média de 3,43 moradores por habitação. 65,2% dos domicílios eram casas e a maioria era classificada como própria. Acerca de sua estrutura, 89,5% possuía parede externa de alvenaria com revestimento e mais de 95% apresentava piso de cerâmica ou madeira. Em 37,1% dos domicílios, o telhado era de fibrocimento e sem laje.

## Política e Administração
A Administração Regional de Paranoá é um órgão do poder de administração direta do Governo do Distrito Federal, observado o disposto no Decreto nº 37 625, de 15 de setembro de 2016, e as auditorias realizadas pelas autoridades competentes, controla e implementa os programas, projetos e ações públicas do Governo sob sua alçada, em coordenação com o GERC. A administração da região administrativa de Paranoá realiza serviços como tapa-buracos, poda de árvores, recolhimento de lixo, entulho entre outros, podem ser solicitados diretamente na ouvidoria da Administração Regional de Paranoá, Além de solicitar serviços, as pessoas também podem registrar elogios, sugestões, reclamações, pedidos de informações e fazer denúncias.

## Economia
Em relação ao rendimento bruto do trabalho principal dos moradores de Paranoá, cerca de 2,5% destes recebia mais de 5 salários mínios; 18,1% tinham seus rendimentos entre 2 a 5 salários-mínimos; 55,9% dos moradores recebiam de 1 a 2 salários-mínimos e; 23,1% dos moradores tinham sua renda principal avaliada em até 1 salário-mínimo.
No Paranoá, 7,1% dos domicílios têm rendimento acima de 5 salários-mínimos; 43,6% dos domicílios possuem renda familiar entre 2 e 5 salários; 29,3% dos domicílios possuem renda familiar entre 1 e 2 salários-mínimos e; 18,3% dos domicílios apresentam renda familiar de até 1 salário-mínimo.
O valor médio de remuneração de trabalho principal dos moradores de Paranoá, até 2018, era de R$ 1 562,99 e a renda domiciliar média era de R$ 2 389,50.